# Observatoire Desert Eagle
L'Observatoire Desert Eagle (code UAI 333) est un observatoire astronomique amateur privé, situé près de Benson, en Arizona aux États-Unis. 
Il est exploité par William Kwong Yu Yeung. L'objectif principal de l'établissement est l'observation et la découverte des astéroïdes, ce qui inclut, mais sans s'y limiter, les comètes et les astéroïdes géocroiseurs. À ce jour, l'observatoire a découvert 1732 nouveaux astéroïdes (dont certains ne sont toujours pas numérotés).